# 一加手机9
一加手机9（英語：OnePlus 9）和一加手机9 Pro（英語：OnePlus 9 Pro）是一加开发，基于Android系统的智能手机，于2021年3月23日发布。一加手机9系列与哈苏进行合作，摄像头进行了升级。